# Michael von Melas

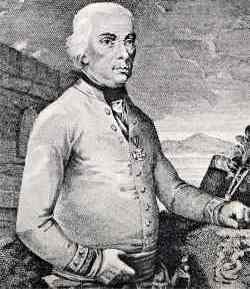
Michael von Melas

Michael Friedrich Benedikt von Melas, född 12 maj 1729, död 31 maj 1806, var en österrikisk baron och general. Han steg som adjutant hos fältmarskalken Leopold Joseph Daun under sjuåriga kriget 1756–1763 till kapten, var 1787–91 med i kriget mot turkarna och blev under 1794 års fälttåg mot Frankrike fältmarskalklöjtnant. 1796 anförde han reserven i Italien. 1797 fick han högsta befälet där, erövrade Tortona och segrade i förening med Aleksandr Suvorov vid Trebbia och Novi 1799 samt ensam vid Genola samma år. 1800 stod Melas som befälhavare i norra Italien. Där instängde och belägrade han André Masséna i Genua och vände sig därefter mot den över Alperna komne Napoleon Bonaparte. Han hade sånär besegrat denne vid Marengo om inte segern genom Louis Desaix och François Kellermanns uppdykande ryckts honom ur händerna. Melas nedlade därefter befälet och drog sig tillbaka.